# Brník (České středohoří)
Brník (místně zvaný také Bába) je výrazný nefelinitový vrch v Českém středohoří, který se nachází v katastrálním území Charvatce u Loun asi osm kilometrů severovýchodně od Loun, v Chožovském středohoří (Ranské středohoří). Společně s Srdovem a Oblíkem tvoří trojici výrazných solitérních vrchů, jež stojí seřazeny v řadě vedle sebe v severovýchodně–jihozápadním směru. Se Srdovem tvoří dvojvrší místně zvané Dědek a Bába.

## Charakteristika
Z geomorfologického hlediska je vrch tvořený žilou olivinického nefelinitu s prvky mrazového zvětrávání (mrazové sruby a stěny), na který lze pozorovat sloupcovou odlučnost horniny. Vrch leží v Evropsky významné lokalitě Oblík – Srdov – Brník v Chráněné krajinné oblasti České středohoří o celkové rozloze 335 hektarů. Předmětem ochrany jsou zde významné lokality se xerotermními společenstvy vzácných teplomilných rostlin a živočichů.

## Turistika
Z vrcholu je za dobré viditelnosti, tak jako je tomu u mnoha jiných vrchů v Českém středohoří, výborný kruhový rozhled. Trojice vrchů je v rovinatém terénu dolního Poohří viditelná z velké dálky.

## Galerie

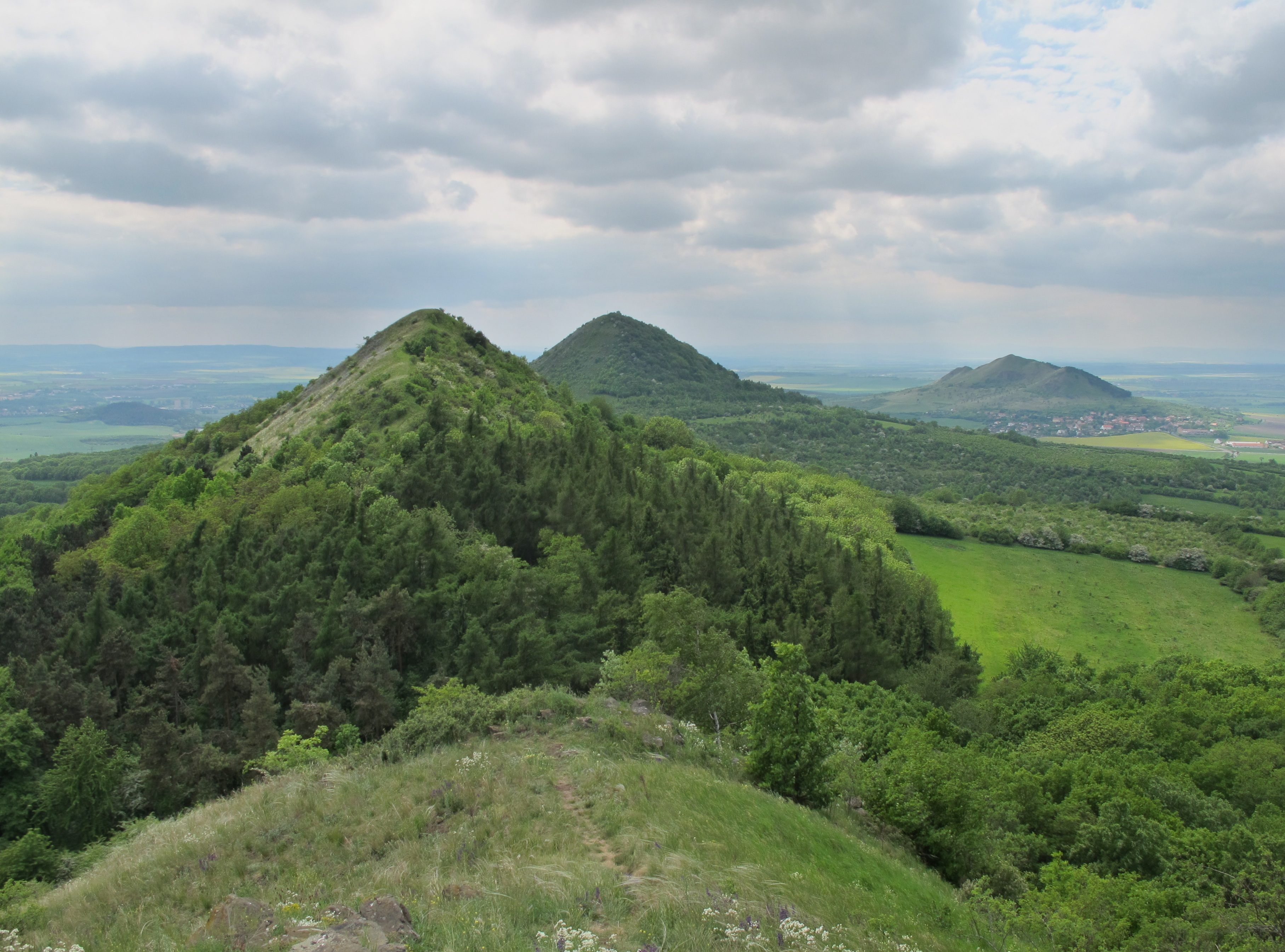
Výhled z Brníku na Srdov a Oblík
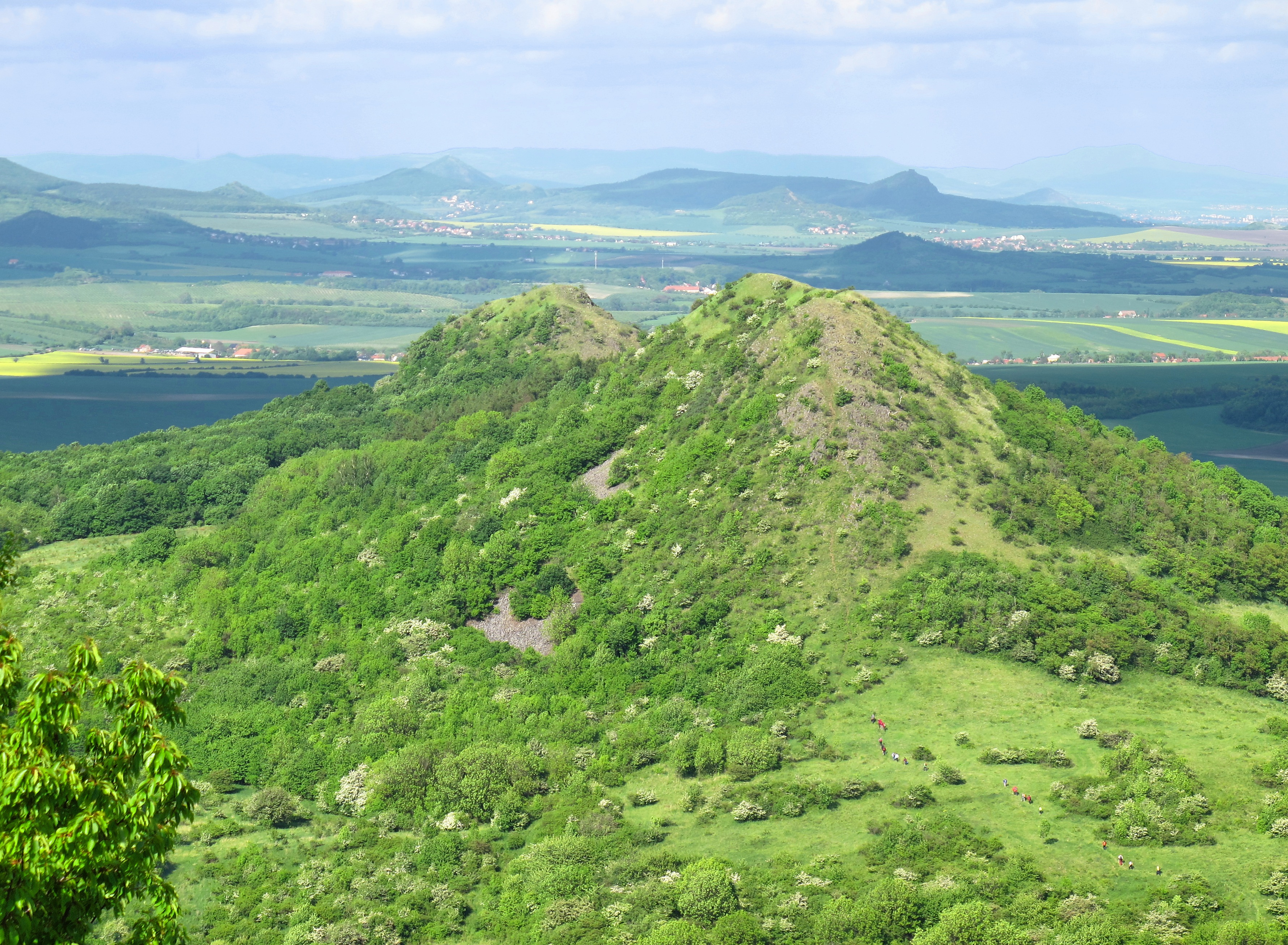
Srdov a za ním Brník z Oblíku